# برنجستانک
برنجستانک، روستایی از توابع بخش نارنجستان شهرستان سوادکوه شمالی واقع در استان مازندران ایران می‌باشد.

## جمعیت
این روستا در دهستان چای‌باغ قرار دارد و براساس سرشماری مرکز آمار ایران در سال ۱۳۸۵، جمعیت آن 350 نفر (100خانوار) بوده‌است. مردم این روستا به زبان طبری گویش میکنند.